# La Châtre-Langlin
La Châtre-Langlin è un comune francese di 570 abitanti situato nel dipartimento dell'Indre nella regione del Centro-Valle della Loira.

## Società

### Evoluzione demografica
Abitanti censiti